# Korkut
Korkut là một huyện thuộc tỉnh Muş, Thổ Nhĩ Kỳ. Huyện có diện tích 503 km² và dân số thời điểm năm 2007 là 26064 người, mật độ 52 người/km².